# Stefanowo (powiat nowotomyski)
Stefanowo – osada w Polsce położona w województwie wielkopolskim, w powiecie nowotomyskim, w gminie Zbąszyń.
Wieś ma genezę olęderską
Pod koniec XVIII wieku Stefanowo należało do Stefana Garczyńskiego, kasztelana rozprzańskiego i właściciela Zbąszynia. Pod koniec XIX wieku używano także nazwy Stefanów, a wieś leżała w powiecie międzyrzeckim. Istniała już wtedy stacja na linii kolejowej ze Zbąszynia do Wolsztyna. Stefanów liczył 208 mieszkańców: 141 katolików i 67 protestantów, a wieś obejmowała 910 ha.
W latach 1975–1998 miejscowość należała administracyjnie do województwa zielonogórskiego. W 2011 w Stefanowie mieszkało 387 osób.
Wieś znajduje się na trasie Zbąszyń-Wolsztyn, a w miejscowości znajduje się stacja kolejowa Stefanowo.